# Draagkrachtbeginsel
Het draagkrachtbeginsel ligt aan de basis van de inkomstenbelasting.
Iedere belastingplichtige moet naar zijn vermogen bijdragen aan de financiering van de collectieve voorzieningen die door de overheid tot stand worden gebracht. Wanneer men een hoger inkomen heeft, zal men relatief meer belastingen betalen. Op deze manier wordt de belastingdruk over alle individuen verdeeld. Om dit te rechtvaardigen wordt er vaak verwezen naar de theorie van het gelijke nutsoffer. Deze theorie is gebaseerd op de eerste wet van Gossen.

## Geschiedenis
Al gedurende eeuwen moet men belastingen betalen. Het begon met allerlei losstaande heffingen die vaak willekeurig werden opgelegd. Het is pas in de recentere geschiedenis dat er een maatschappelijke verantwoorde belastingheffing ontstond. 
In de 18e eeuw ging het voornamelijk om belastingen op noodzakelijke levensmiddelen. In 1806 werd de algemene belasting ingevoerd en pas eind 19e eeuw ontstond er een relatief rechtvaardig belastingsysteem. Nadien in 1914 ontstond de eerste vorm van inkomstenbelasting, deze bedroeg toen 5%. 
Steeds meer taken gingen toebehoren aan de overheid, waardoor de overheid meer geld nodig had. Er ontstonden meer belastingsoorten. Na de Tweede Wereldoorlog is het basisstelsel uitgegroeid tot een systeem met twee pijlers: het draagkrachtbeginsel en het profijtbeginsel.